# セリーナ・ウィリアムズ
- セレナ・ウィリアムズ[1]

セリーナ・ジャメカ・ウィリアムズ（Serena Jameka Williams, 英語発音: /səˈrinə d͡ʒɑˈmɪkə ˈwɪljəmz/; 1981年9月26日 - ）は、アメリカ・ミシガン州サギノー出身の女子プロテニス選手。身長175cm、右利き、バックハンド・ストロークは両手打ち。これまでにWTAツアーでシングルス73勝、ダブルス23勝を挙げている。無類の強さで圧倒的な成績を残してきたことから、女子テニス史上最高の選手と称される。
自己最高世界ランキングはシングルス・ダブルス共に1位。2013年2月に31歳4ヶ月24日で世界ランキング1位に復帰したことにより、 WTA歴代最年長のナンバーワンプレイヤーとなり、2017年1月に再度1位に復帰した。
姉のビーナス・ウィリアムズとともに、女子テニス界にパワーテニスを持ち込んだ選手として知られる。この姉妹は、特に有色人種の子供から憧れの存在として人気を博している。
生涯獲得賞金は8000万ドルを超え、すべての女子プロスポーツ選手を含めて史上1位。また、フォーブス調べの総収入においても2016年から19年までの4年間で女子アスリートのトップに君臨するなど、市場価値の高い選手でもある。
グランドスラム合計優勝回数(39回)は男女通して現役1位・歴代3位、シングルス優勝回数(23回)は歴代2位、オープン化以降では歴代1位。ビーナス・ウィリアムズと組んだ優勝回数はチーム歴代3位。
2002年から2003年及び2014年から2015年に史上5人目のグランドスラム4大会連続優勝達成。またダブルスでも2009年から2010年にかけて達成している。

## 選手経歴

### デビュー〜全米初優勝まで
5人姉妹の末娘であったセリーナは、幼年期から4女の姉ビーナス・ウィリアムズを上回る素質があると評されていた。1998年にはシングルスに先立ち、ウィンブルドンと全米オープンの混合ダブルス部門においてマックス・ミルヌイ（ベラルーシ）と組み、2大会連続優勝を遂げる。
1999年2月末の「パリ・インドア選手権」と3月前半の「エバート・カップ」で女子ツアーのシングルス2大会連続優勝を飾り、続く「リプトン国際選手権」で姉ビーナスとの“姉妹対決の決勝”に敗れたが、「16連勝」を挙げて世界の舞台に名乗りを上げた（プロ初優勝のパリ・インドア決勝では地元フランスのアメリ・モレスモを破り、エバート・カップ決勝では12歳年上のシュテフィ・グラフを破っている）。
1999年の全米オープンで、「17歳11か月」で4大大会初優勝を達成。決勝でマルチナ・ヒンギスを 6-3, 7-6 で破り、1958年全米選手権のアリシア・ギブソン（1927年 - 2003年）以来2人目の黒人女性チャンピオンとなった（ギブソンは1957年と1958年の全米選手権で大会連覇を達成した人物である）。姉よりも早くシングルス初優勝を決めたが、ビーナスは2000年のウィンブルドン選手権で妹に追いついた。

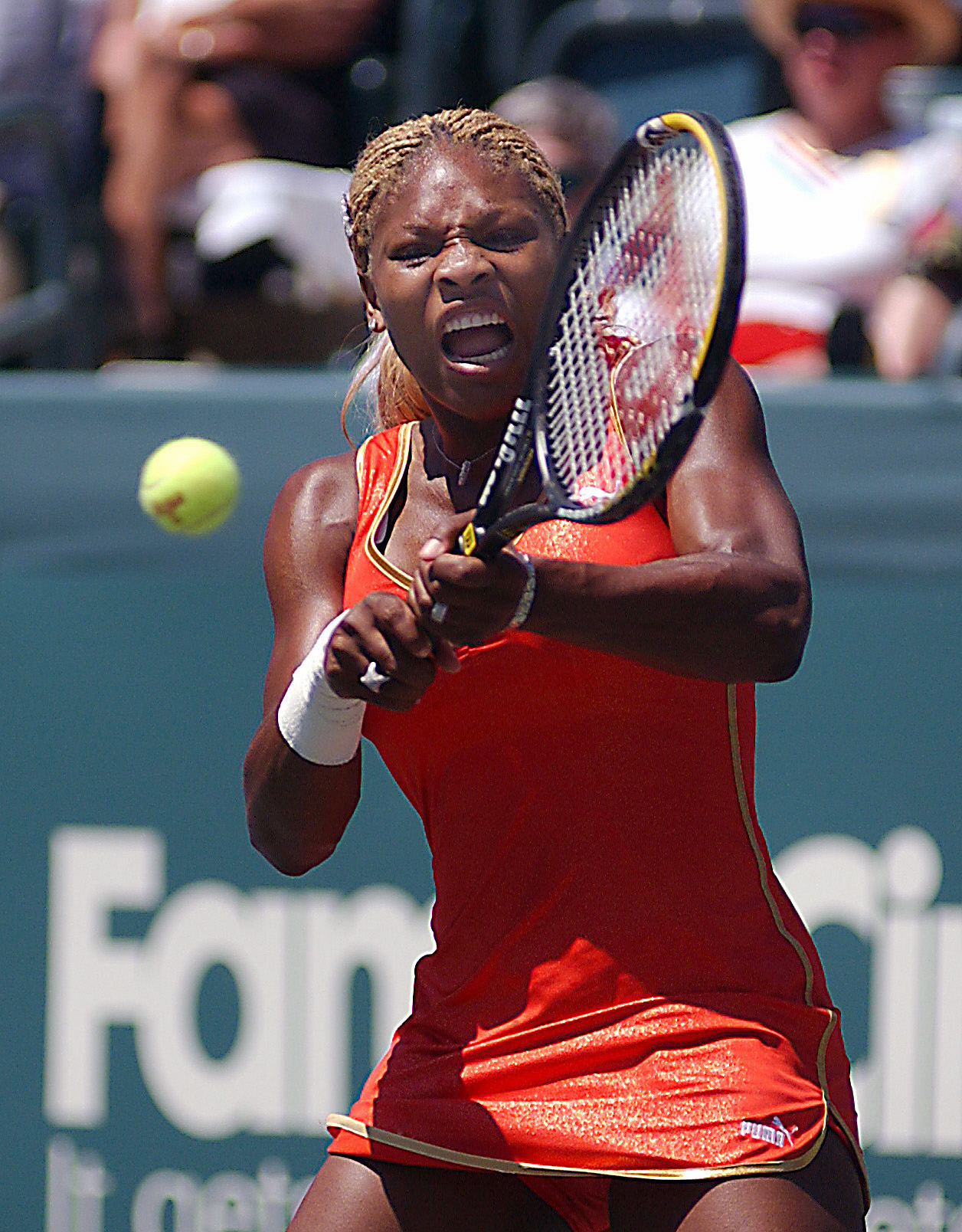
2002年

### 2000年-2003年 グランドスラム4連続優勝
セリーナはその後、しばらく姉ビーナスの活躍の陰に隠れていた。2001年の全米オープンで初めて「4大大会の姉妹対決決勝」を実現させるが、最初の時は姉に 2-6, 4-6 で敗れている。
2002年の全仏オープンから2003年の全豪オープンまで「4大会連続」で姉妹対決の決勝を実現させ、妹のセリーナが4連勝を果たした。テニス4大大会の4連勝はシュテフィ・グラフ以来6人目の偉業達成となった（グラフは1988年に女子テニス史上3人目の「年間グランドスラム」を達成したが、1993年全仏オープンから1994年全豪オープンまでの4連勝も記録している）。この偉業を本人が「セリーナ・スラム」と命名した（姉妹が憧れてきたゴルフのタイガー・ウッズのメジャー大会4連勝が、同じく2年間にまたがる記録として“タイガー・スラム”と呼ばれたので、それにあやかっての命名であろう）。
しかし2003年全仏オープンの準決勝でジュスティーヌ・エナン・アーデンに敗れて連勝記録が止まる。続くウィンブルドン選手権でもう1度姉妹対決の決勝を戦い、この時も妹のセリーナが勝利した。その後姉妹2人ともに体調を崩し、2003年度テニス・ツアーの後半戦を欠場した。

### 2004-2007年 怪我、そして復帰
セリーナは2004年のウィンブルドン選手権決勝で17歳のマリア・シャラポワに敗れ、大会3連覇を逃した。しかし2005年の全豪オープン決勝でリンゼイ・ダベンポートを破り、2年ぶり2度目の優勝を果たす。2006年は故障のため試合出場が少なかったが、2007年の全豪オープンでは世界ランキング81位のノーシードから勝ち上がった。決勝で（3年前のウィンブルドン決勝で敗れた）マリア・シャラポワを 6-1, 6-2 で破り、3度目の全豪優勝を達成。これでセリーナの4大大会シングルス優勝は「8勝」となった。全豪オープンの女子シングルスでノーシードから優勝した選手は、1978年の優勝者クリス・オニール（オーストラリア）以来である。

### 2008-2010年 世界1位再び
ウィンブルドンにおいて、セリーナとビーナスは5年ぶりに「4大大会の姉妹対決決勝」を復活させた。セリーナはこの大会の第6シードとして、準々決勝でアグニエシュカ・ラドワンスカ（ポーランド）、準決勝で鄭潔（中国）を破って勝ち進んだ。決勝戦では姉のビーナスに 5-7, 4-6 のストレートで敗れ、2007年全豪オープン以来の4大大会シングルス優勝を逃した。姉ビーナスの勝利は2001年全米オープン以来となる。北京五輪の女子シングルスでは、2人ともベスト8止まりに終わった。全米オープンでは準々決勝が姉妹対決になり、セリーナがビーナスに勝利を収める。6年ぶりの決勝戦で、セリーナはエレナ・ヤンコビッチ（セルビア）を 6-4, 7-5 で破り、全米オープン女子シングルスで6年ぶり3度目の優勝を達成した。

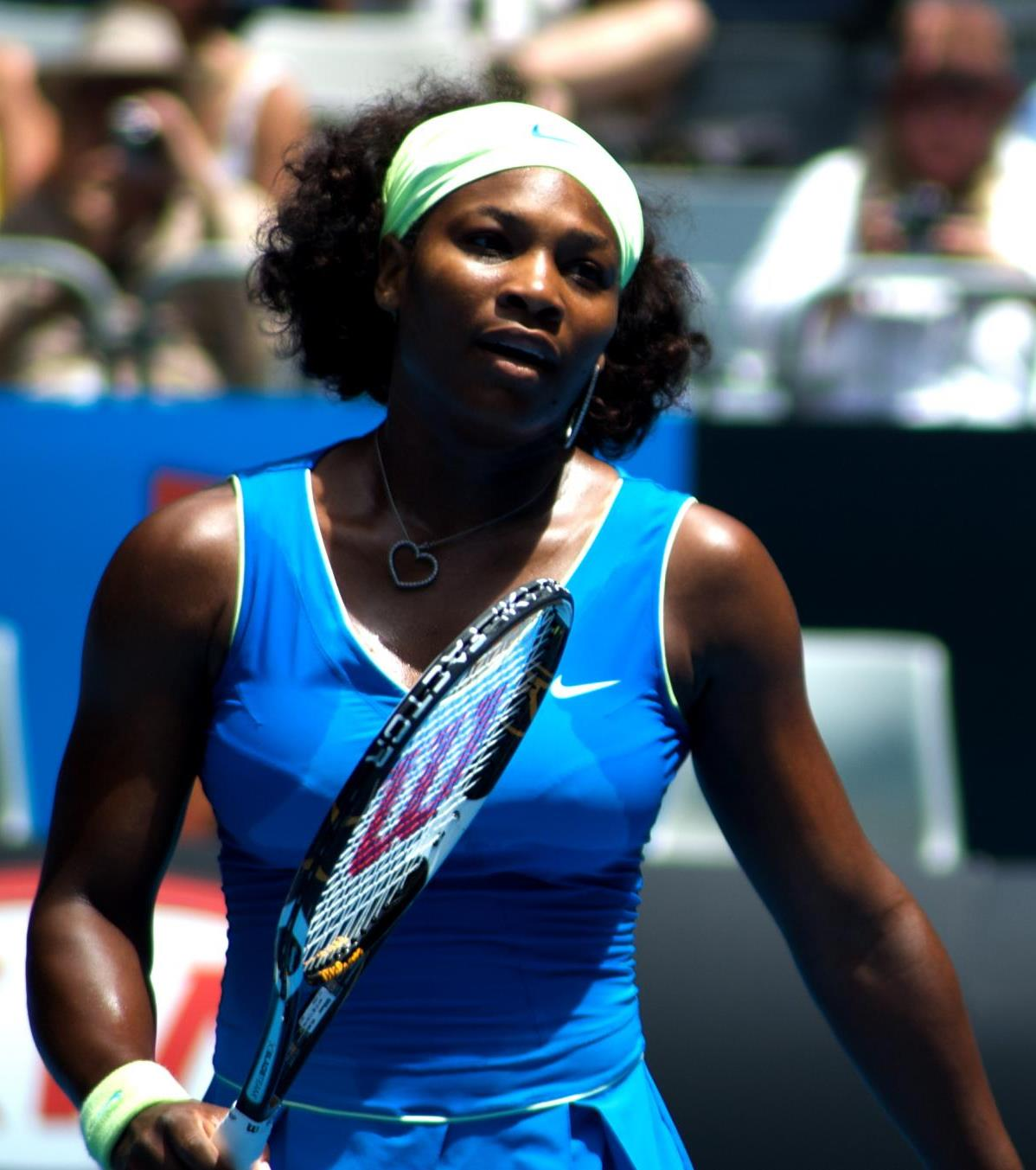
2009年全豪オープンにて

2009年全豪オープンで、セリーナは決勝でディナラ・サフィナを 6-0, 6-3 で圧倒し、2年ぶり4度目の全豪優勝を決めた。これでセリーナの4大大会女子シングルス優勝は「10勝」となり、9勝のモーリーン・コノリーとモニカ・セレシュを抜いて単独8位に躍進した。ウィンブルドンで、セリーナはビーナスとの2年連続の姉妹対決決勝を 7-6, 6-2 で制し、6年ぶり3度目の優勝を決めた。これで4大大会の姉妹対決決勝戦は、妹セリーナの「6勝2敗」となった。全米オープンでは準決勝でキム・クライシュテルス（ベルギー）との試合中、ゲームカウント 4-6, 5-6 の15-30となったところで、フットフォルト（2ndサーブ）を取られ（この時点で15-40）、その判定への不満から線審に暴言を吐き、ポイントがクライシュテルスに入り、そのまま敗れた（セリーナは第1セットを取られた瞬間もラケットをコートに叩き付け破壊しており、注意が与えられていた）。この一連の行動にテニス界史上最高額の罰金8万2500ドルの処分を受けている。
2010年全豪オープンとウィンブルドンでそれぞれ優勝し、連覇を達成したが、ウインブルドン以降故障により欠場を続け、世界ランキング1位を明け渡すことになった。

### 2011年 故障からの復帰
前年から引き続き脚の負傷により休養していたが、肺塞栓症による入院も重なり、シーズン前半は全く試合にでることができず、ようやくウィンブルドンの前哨戦で復帰した。この大会では2回戦で敗退し、ディフェンディングチャンピオンだったウィンブルドンにおいて4回戦で敗退したことにより、前年獲得したポイントを失い、ランキングは100位以下にまで下降した。しかし、夏のハードコートシーズンにおいてバンク・オブ・ウエスト・クラシックとロジャーズ・カップで連勝し、全米オープンでは第28シードで出場し、3年ぶりに決勝進出を果たした。決勝まですべてストレートで勝ちあがり、下馬評ではセリーナが圧倒的有利とされたが、サマンサ・ストーサーに 2-6, 3-6 で完敗した。この試合中、セリーナがボールを放った後に「カモン」と大きな声で叫んだことを相手のプレーへの妨害と取られ、ポイントペナルティによりゲームを失った。この判定に対してセリーナは審判に対して執拗に非難する言葉を浴びせ、大会後その行為に対して2000ドルの罰金が科せられた。その後試合に出場することなく、シングルス22勝3敗、ツアー2勝、ランキング12位でシーズンを終えた。

### 2012年 キャリアゴールデンスラム達成
全豪オープンでは4回戦で敗退するなどシーズン序盤は早いラウンドでの敗退が目立ったが、クレーコートシーズンに入るとファミリー・サークル・カップ、ムチュア・マドリード・オープンと連勝し、全仏オープンでも優勝候補の最有力候補と見られていたが、1回戦でフルセットで敗れた。この敗戦は彼女にとって初めてのグランドスラム大会での1回戦敗退であった。しかし、ウィンブルドン決勝でアグニエシュカ・ラドワンスカに6-1, 5-7, 6-2で勝利し、2年ぶり5度目の優勝を果たした。これにより4大大会女子シングルス優勝は14回になった。同年のロンドンオリンピック女子シングルスでは、決勝でマリア・シャラポワに6-0, 6-1で完勝し、シングルスで初の金メダルを獲得した。またこの勝利によりシングルスでの生涯ゴールデンスラムを達成し、男女を通じて史上初めてシングルス、ダブルスのゴールデンスラム達成者となった。なお、女子ダブルスでは連覇を果たした。さらに全米オープンでは決勝で世界ランキング1位のビクトリア・アザレンカを6-2, 2-6, 7-5で下し、全米オープン4度目の優勝を飾った。最終戦のWTAツアー選手権でも決勝でマリア・シャラポワを6–4, 6–3で破って3年ぶり3度目の優勝を遂げ、2012年シーズンをシングルスツアー7勝、通算58勝4敗、世界ランキング3位で終えた。勝ち星、勝率ともにグランドスラム3冠を達成した2002年を上回り、キャリアハイといってもよい年となった。

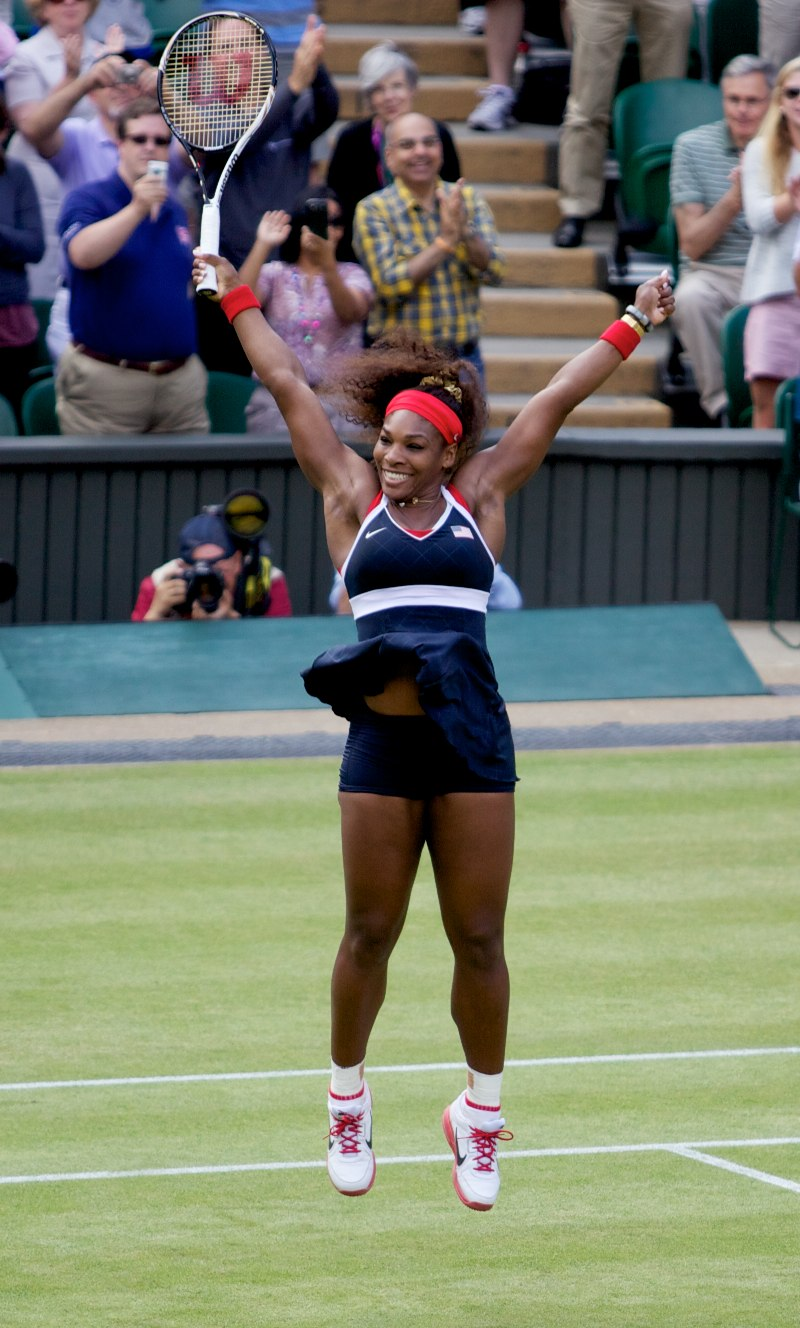
2012年ロンドン五輪で優勝したセリーナ

### 2013年 ダブルキャリアグランドスラム達成
シーズン初戦のブリスベーンの大会にて、決勝でアナスタシア・パブリュチェンコワをストレートで破り優勝した。全豪オープンでは4回戦までに合計8ゲームしか失わず好調に勝ち進んでいたが、準々決勝にてアメリカの新鋭スローン・スティーブンスにフルセットで敗れ、ベスト8に終わった。次のドーハの大会で準決勝に進出したことにより、翌週2月18日付の世界ランキングで1位に返り咲くことが決まった。31歳4カ月でのランキング1位はクリス・エバートが1985年に記録した30歳11ヶ月の史上最年長記録を塗り替えることとなった。
5月12日に行われたムチュア・マドリード・オープンの決勝にてマリア・シャラポワに勝利したことにより、シングルスのツアー通算50勝を達成した。またセリーナの赤土のクレーコートでの優勝は2002年の全仏オープン以来である。次のBNLイタリア国際の決勝でビクトリア・アザレンカを6-1、6-3で破り、2002年以来の2度目の優勝を飾った。この勝利によりツアー4大会連続優勝、マッチ連勝を24まで延ばした。この連勝記録は彼女が2002年と2003年にそれぞれ記録した自己最高の21連勝を上回るものである。
全仏オープンでは準々決勝のスベトラーナ・クズネツォワに対して1セットを失ったが、それ以外は全てストレート勝ちで決勝へ進んだ。決勝では第2シードのマリア・シャラポワを6-4, 6-4のストレートで破り、2002年以来11年振り2度目の優勝を飾り、グランドスラムのシングルスタイトルを16とした。また31歳256日での優勝は、全仏オープンではオープン化以降で最年長となり（グランドスラムでは1990年マルチナ・ナブラチロワのウィンブルドン優勝が最年長）、11年振りの優勝は全仏オープンでの最長記録となった。さらにこの勝利により自己の連勝記録を31に延ばした。
ディフェンディングチャンピオンとして臨んだウィンブルドンでは、上位シード選手達が次々と敗れる中、圧倒的な優勝候補と見られていたが、4回戦でドイツのザビーネ・リシキにフルセットで敗れ、2連覇はならなかった。また自己最高を記録していた連勝記録は34でストップした。ウィンブルドン後の初戦のスウェーデンオープンでは決勝で地元のヨハンナ・ラーションを6-4, 6-1で破り優勝し、今季ツアー7勝目となった。8月に行われたロジャーズ・カップでは、準決勝のアグニエシュカ・ラドワンスカ戦の第1セットでタイブレークに持ち込まれた以外は危なげなく勝ち上がり、決勝戦ではノーシードのソラナ・チルステアを6-2、6-0で下し優勝した。これで今期8勝目となり、2002年に記録したシーズン自己記録にならんだ。またこの勝利によりWTAツアーでのタイトル獲得数を54とし、モニカ・セレシュを抜いて単独5位となった。
全米オープンでは、準々決勝でカルラ・スアレス・ナバロに1ゲームも与えず完勝するなど、わずか16ゲームしか失わずに決勝へ進んだ。決勝は2年連続でビクトリア・アザレンカとの対戦となり、昨年と同様にフルセットの接戦の末、7-5, 6-7, 6-1でアザレンカを破り優勝した。全米オープンは5度目の優勝となり、グランドスラムでは通算17勝目となった。またオープン化以降の全米オープン最年長優勝者となり、優勝賞金の260万ドルに加えて、全米オープンシリーズの優勝ボーナス100万ドルを加えた360万ドルを獲得した。これで今シーズン9勝目、通算では55勝目となり、リンゼイ・ダベンポートと並び4位タイとなった。チャイナ・オープンでは決勝でエレナ・ヤンコビッチを6-2、6-2で危なげなく下し、年間10勝目を挙げた。
今期の最終戦となったWTAチャンピオンシップスではラウンドロビンで3戦全勝し、準決勝ではエレナ・ヤンコビッチを、決勝では李娜をそれぞれフルセットで下し、ジュスティーヌ・エナン以来の大会連覇を達成した。2013年シーズンはグランドスラムは全仏オープンと全米オープンの2勝にとどまったものの、11タイトル、78勝4敗、勝率95％、獲得賞金1238万ドルとそれぞれ自己最高の成績を残した。特に獲得賞金は女子としては史上初めて1000万ドルを超え、男子を含めても史上4人目の快挙となった。また生涯獲得賞金額も5000万ドルを突破した。

### 2014年 全米V6・3連覇
2連覇中の2014年全米オープンにて4年連続で決勝進出。キャロライン・ウォズニアッキを破り3年連続優勝となった。グランドスラム優勝18回は歴代5位タイ記録となり全米オープン優勝6回はクリス・エバートと並び歴代最多記録となった。また全米3度目の1セットも落とさずに優勝を成し遂げ、クリス・エバートと並び最多記録となった。

### 2015年 2度目の「セリーナ・スラム」
2015年全豪オープンにて決勝でマリア・シャラポワを倒し5年ぶり6度目の優勝を果たした。グランドスラム優勝19回は ヘレン・ウィルス・ムーディと並び歴代3位記録。4月1日マイアミ・オープン準々決勝にて史上8人目となる通算700勝達成。決勝でカルラ・スアレス・ナバロに勝利し3連覇8度目の優勝。全仏オープンで2年ぶり3度目の優勝。グランドスラム優勝20回はヘレン・ウィルス・ムーディを抜いて歴代単独3位記録となる。全豪・全仏連続優勝は初。グランドスラム3大会連続優勝は2002年以来13年ぶり。2015年ウィンブルドンにて決勝でガルビネ・ムグルサをストレートで倒して3年ぶり6度目の優勝。グランドスラム4大会連続優勝は2003年以来12年ぶり。自身2回目の「セリーナ・スラム」を達成した。2015年全米オープンでは準決勝でロベルタ・ビンチに6-2, 4-6, 4-6と逆転負けし、シュテフィ・グラフ以来の年間グランドスラムを逃す。

### 2016年 グランドスラム最多優勝
全豪オープンで2年連続で決勝に進出するがドイツのアンゲリク・ケルバーに4-6, 6-3, 4-6で敗れ2年連続7度目の優勝を逃した。また全仏オープンでも決勝に進出するが、スペインのガルビネ・ムグルサに5-7, 4-6で敗れグランドスラム2大会連続の準優勝に終わると共に、ムグルサに昨年のウィンブルドンのリベンジを許す形となった。ウィンブルドンでは決勝でケルバーを7-5, 6-3で降して2年連続7度目の優勝、オープン化以降で最多タイとなるグランドスラム通算22勝目を挙げた。しかし2連覇が懸かったリオ五輪では3回戦でエリナ・スビトリナに敗れる。全米オープンでも準決勝でカロリナ・プリスコバに2-6, 6-7(5)で敗れ、シュテフィ・グラフの記録に並ぶ186週連続で在位した世界ランキング1位の座を、全米オープンで優勝したケルバーに明け渡すことになった。
12月、かねてから交際していたredditの共同創業者、アレクシス・オハニアンと婚約した。

### 2017年 妊娠によるツアー離脱
全豪オープンでは、決勝で久しぶりのビーナスとの対決を制し、シュテフィ・グラフと22度で並んでいたオープン化以降の四大大会優勝記録を更新し、単独最多の23度目の優勝を成し遂げた。
その後は膝の怪我を理由としてツアーから離れていたが、4月19日（現地時間）に自身のSnapchatに「20 weeks」と題した写真を投稿。水着姿のセリーナはお腹が大きくなっており、題名からして妊娠を疑わせるには十分すぎた。投稿はすぐに削除されたが、コピーが世界中を駆け巡り、数時間後に関係者が妊娠の事実を認めた。これにより残りのシーズンは全休することとなった。ちなみに当人の「20週」の申告が正しいものとするならば、全豪オープン時にはすでに妊娠していたことになる。
後日、セリーナはイベントに出席した際、上記の投稿は間違って投稿してしまった「アンフォーストエラー」であったことを告白した。元々は経過記録用に撮っていたものであったという。投稿後数十分程度で着信記録が激増し、不審に思って気がついたが、後の祭りであった。しかし本人は数日中に公表するつもりであったと主張した。またこの際、全豪開幕直前に妊娠が判明したことも明らかにした。
9月1日、フロリダ州の病院で女児を出産した。地元メディアのレポーターによると、女児は約3000グラムで生まれ、母子ともに健康だという。歌手のビヨンセは、出産を祝福して、マタニティドレス姿のセリーナの画像をInstagramに投稿した。。しかし実際は一歩間違えば死に至る、命懸けの出産であったことを2018年2月に本人がCNNへの寄稿で明らかにしている。妊娠期間中こそ順調であったが、子供の心拍数の急低下で緊急帝王切開となった。命懸けとなったのはその後で、産後すぐ、持病の肺塞栓症の悪化で咳が止まらなくなり、その結果傷口が開いて再手術となったが、その際に巨大血腫ができていることが判明した。この治療のため、6週間の療養を余儀なくされたという。

### 2018年 ウィンブルドン・全米準優勝
この年復帰を果たしたセレーナの新たな目標は、マーガレット・コートの持つ4大大会優勝記録『24回』の更新であったが、ここから惜しいところで敗れる大会が相次ぐようになる。
復帰後初としてBNPパリバ・オープンに出場したが、3回戦で姉のビーナスに敗戦。全仏オープンでは4回戦を前に胸筋の肉離れにより棄権し、マリア・シャラポワとの22度目の対決とはならなかった。ダブルスでは姉のビーナスと出場し、3回戦で敗れた。第25シードで迎えたウィンブルドン選手権では準決勝で第13シードのユリア・ゲルゲスを6-2, 6-4のストレートで下した。決勝では、第11シードのアンゲリク・ケルバーに3-6, 3-6のストレートで敗れ準優勝となった。自身8度目の優勝とはならなかったが、セリーナの復活を強く印象づける大会となった。

地元開催の全米オープンでは、決勝進出。しかし決勝の大坂なおみ戦では第2セット第2ゲームで、禁止されているコーチング行為（観客席から手でサインをすること）があったとして警告、第5ゲーム終了時にラケットを破壊したことによるポイント失陥（これにより第6ゲームは0-15開始に）、さらに第7ゲーム終了時のカルロス・ラモス主審への暴言でゲームペナルティを受け、第8ゲームをプレイすることなく大坂のホールドとされるなど荒れに荒れた末に2-6, 4-6で敗れ、ウィンブルドンに続き準優勝に終わった。性差別だと主張した試合中の激高は物議を醸し、全米テニス協会（USTA）はこれらの行為により罰金合計17,000米ドルを科す（賞金から差し引く）と発表している。そのままシーズンを終えた。一時期451位まで落ちていた順位は16位まで戻った。

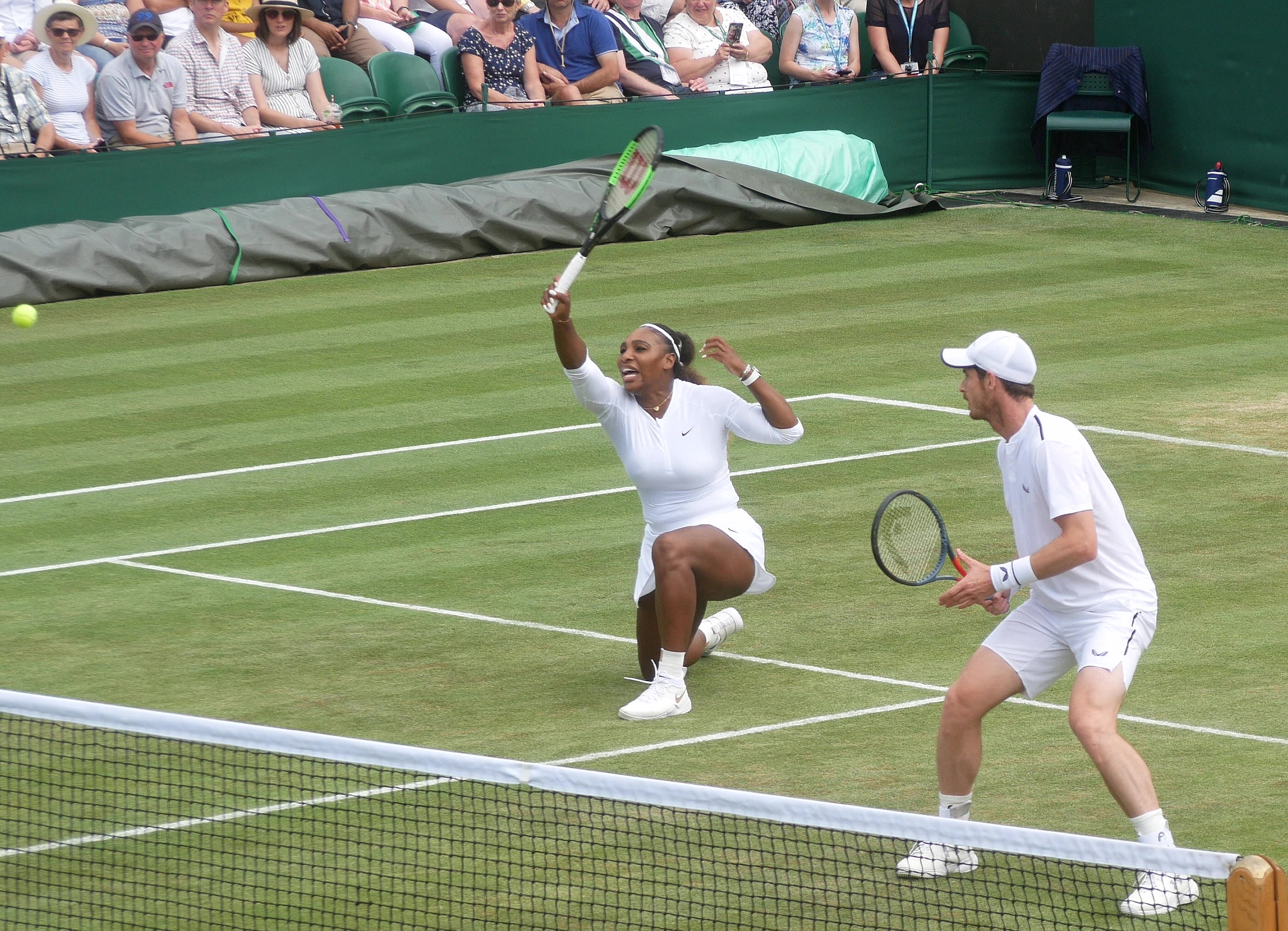
2019年ウィンブルドン選手権にアンディ・マレーと組んで出場

### 2019年 ウィンブルドン・全米準優勝 トップ10復帰
ホップマンカップの混合ダブルスで、同じくテニス界のレジェンドであるロジャー・フェデラーと初対戦した。前半戦は目立った成績を残せず、ウィンブルドン選手権では決勝進出するも、決勝でシモナ・ハレプに2-6, 2-6で完敗した。混合ダブルスにはアンディ・マリーと組んで出場した。続くロジャーズ・カップでも大坂なおみらを下して決勝に進んだが、新鋭ビアンカ・アンドレースクとの決勝は背中の怪我で途中棄権。全米オープンも決勝でアンドレースクに敗れた。その後出場はなく、世界ランキング10位でシーズンを終えた。

### 2020年 ツアー73勝目
年始のハイネケン・オープンで出産後初、2年ぶりのツアー優勝を飾った。しかし、全豪オープンは3回戦敗退に終わる。2月のフェドカップ予選に出場後、3月より新型コロナウイルス感染症の流行によりツアーが中断。中断期間は健康上の懸念から自宅に籠っていたという。
再開後の復帰戦として新設大会のトップシード・オープンで6か月ぶりの試合に挑み、2回戦ではヴィーナスを倒すも、準々決勝で世界ランク116位のシェルビー・ロジャースに不覚を取った。続くウエスタン・アンド・サザン・オープンは3回戦でマリア・サッカリ相手に2時間15分を超える戦いでガス欠を起こし逆転負け。
全米オープンではサッカリにリベンジするなど勝ち進み、ベスト4入り。しかし準決勝のビクトリア・アザレンカ戦では足が痙攣するなどスタミナ不足が露呈し、逆転負け。年末順位は11位。

### 2021年 全米ベスト4
前哨戦のヤラバレー・クラシックをベスト4にまとめ（準決勝は棄権）、全豪オープンに臨んだが準決勝で大坂なおみに3-6,4-6で敗れた。

## ダブルス

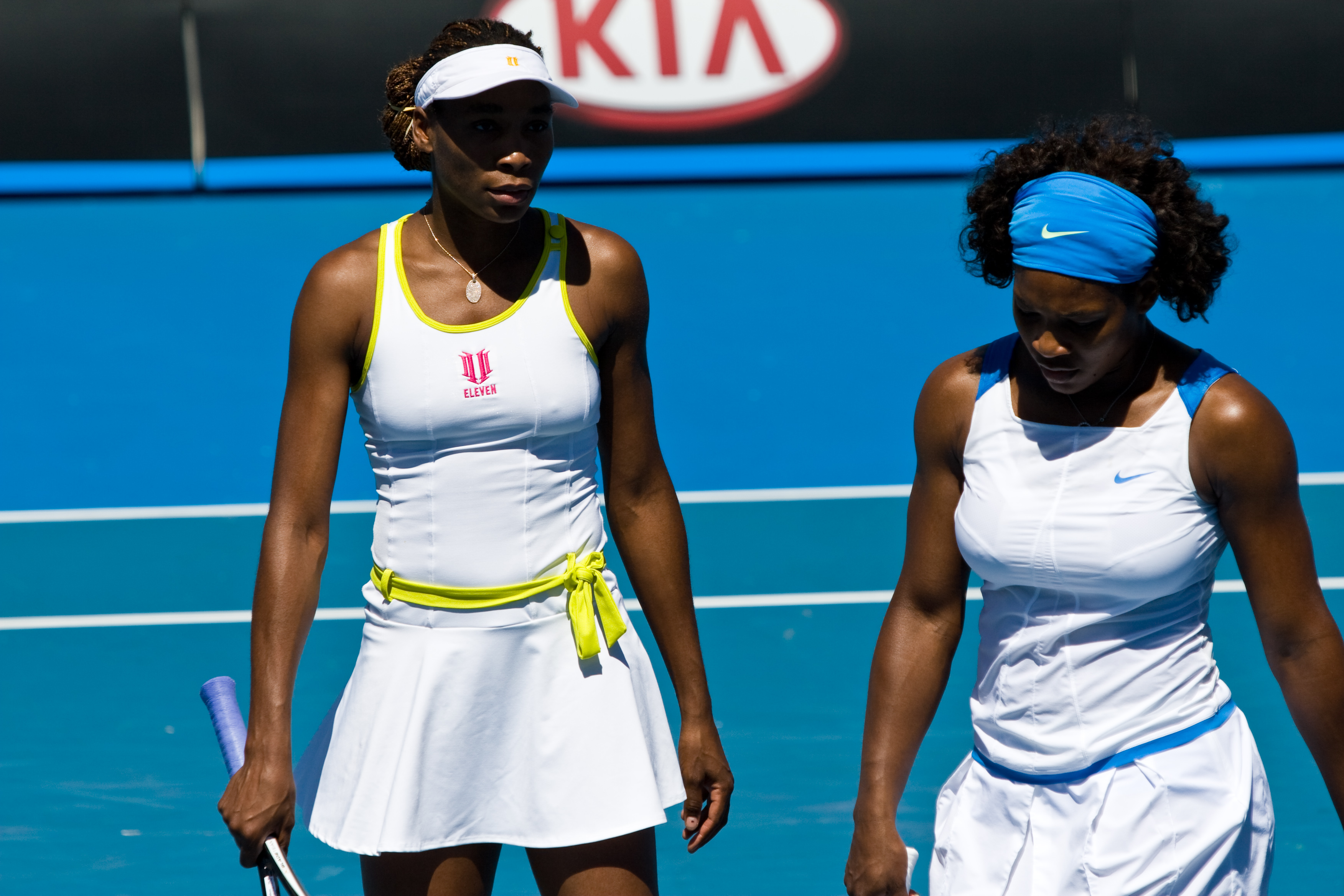
2009年全豪オープンでのウィリアムズ姉妹

姉ビーナスと組んだ4大大会ダブルス優勝は14度あり、オリンピックでもシドニー・北京・ロンドンの3大会で金メダルを獲得している。姉妹とも五輪通算4個の金メダルを獲得しており、これは男女通じてテニス選手としては史上最多である。
初めて姉妹ダブルスで4大大会に出場した1998年全豪オープンでは、3回戦で日本の雉子牟田直子&宮城ナナ組に敗れるなど振るわなかったが、1999年全仏オープンの女子ダブルス決勝でマルチナ・ヒンギス&アンナ・クルニコワ組を破って初優勝して以来、姉妹で組めば無敵の強さを誇っていた。しかし、2003年のウィンブルドン女子ダブルス3回戦でエレーナ・デメンチェワ&リナ・クラスノルツカヤ組に敗れ、その後は姉妹のどちらかが体調不良となる大会が多く、なかなかこのペアで試合にエントリーできなくなっていたが、2008年ウィンブルドンでは決勝まで勝ち進み、リサ・レイモンド（アメリカ）&サマンサ・ストーサー組を 6-2, 6-2 で圧倒、6年ぶり3度目の女子ダブルス優勝を果たした。2009年は全豪オープンで6年ぶり3度目の優勝をし、ウィンブルドンから2010年全仏オープンで4大大会女子ダブルス4連勝を達成した。

## プレースタイル
セリーナ・ウィリアムズは姉のビーナスとともに、女子テニス界にパワーテニスを持ち込んだ選手であると言われる。特に、サービスのスピードは男子選手並みである。
非常にパワフルなサーブを打つ選手で、1試合を通してサーブでウィナーを取れるという、女子では珍しいタイプである。重要なポイントでサービスエースでポイントを取ることができることが他の選手と違う有利な点である。
ストロークではスウィング始動の早さに特徴があり、フォア・バックともに早く準備をして、そこから余裕を持ってタイミングをつかんでいく。そのためリターンにも強い。両手バックハンドは左手のフォアハンドという感覚に近く、バックでもフォアと同じような感覚で強打する。正面からまともにボールをとらえて引っぱたき、ボールを思いきりつぶす感覚で打つ。

## 記録
| 期間                        | グランドスラム記録                                   | 他記録者                                    |
| --------------------------- | ---------------------------------------------------- | ------------------------------------------- |
| 1999全米 —2012オリンピック  | キャリアゴールデンスラム                             | シュテフィ・グラフ                          |
| 1999全米 —2012オリンピック  | キャリアスーパースラム                               | シュテフィ・グラフ                          |
| 1999全仏 —2012オリンピック  | シングルス・ダブルス両方でキャリアゴールデンスラム   | 単独記録                                    |
| 2012全英 —2015全豪          | 30代でグランドスラムシングルス優勝                   | 単独記録                                    |
| 2012全英 —2015全豪          | 30代でシングルスキャリアゴールデンスラム             | 単独記録                                    |
| 2012全英 —2015全豪          | 30代でシングルスキャリアスーパースラム               | 単独記録                                    |
| 2012全英 —2017全豪          | 30代でグランドスラム優勝「10回」                     | 単独記録                                    |
| 1999全米 —2017全豪          | ハードコートグランドスラム優勝「13回」               | 単独記録                                    |
| 1999全仏 —2012 オリンピック | ダブルスの全ての4大大会とオリンピックで2回以上優勝   | ビーナス・ウィリアムズ                      |
| 2002全仏 —2015全英          | グランドスラム4大会連続優勝（セリーナスラム）        | 単独記録                                    |
| 2002全仏 —2009全英          | グランドスラムシングルスで20年中10大会優勝           | 単独記録                                    |
| 2002全仏 —2013全仏          | 2つの年代でシングルス4大大会すべて優勝               | マーガレット・コート シュテフィ・グラフ     |
| 1999全米 —2013全仏          | 3つの年代でグランドスラムシングルス優勝              | ブランチ・ビングリー マルチナ・ナブラチロワ |
| 1999全仏 —2016全英          | グランドスラムダブルス決勝14連勝                     | ビーナス・ウィリアムズ                      |
| 1999全米 —2015全仏          | トリプルキャリアグランドスラム（シングルス）         | マーガレット・コート シュテフィ・グラフ     |
| 1999全米 —2013全仏          | シングルスダブルス両方でダブルキャリアグランドスラム | マーガレット・コート マルチナ・ナブラチロワ |
| 1999全米 —2015全英          | 3大会で6回優勝                                       | 単独記録                                    |
| 1998全豪 —2016全仏          | 4大会すべてで60勝以上                                | 単独記録                                    |

### グランドスラム記録
| 大会         | 期間             | グランドスラム記録               | 他記録者         |
| ------------ | ---------------- | -------------------------------- | ---------------- |
| 全豪オープン | 2003–2017        | 最多優勝「7回」                  | 単独記録         |
| 全豪オープン | 2003–2017        | 最多決勝進出「8回」              | 単独記録         |
| 全豪オープン | 2007             | ノーシードで優勝（シングルス）   | クリス・オニール |
| 全仏オープン | 2002–2015        | 初タイトルと最新タイトルが13年間 | 単独記録         |
| 全米オープン | 1999–2014        | 最多優勝「6回」l                 | クリス・エバート |
| 全米オープン | 2002, 2008, 2014 | 1セットも落とさずに優勝「3回」   | クリス・エバート |
| 全米オープン | 1999–2012        | 3つの年代でシングルス優勝        | 単独記録         |
| 全米オープン | 1999–2014        | 最初と最後のタイトルが15年間     | 単独記録         |
| 全米オープン | 2011, 2013–2014  | 全米オープンシリーズ複数回優勝   | 単独記録         |

### 他大会記録
| 期間       | 記録                                                                           | 他記録者               |
| ---------- | ------------------------------------------------------------------------------ | ---------------------- |
| 1999–2015  | ティア I /プレミア・マンダトリー & プレミア5シングルス優勝「22回」             | 単独記録               |
| 1999–2015  | ティア I /プレミア・マンダトリー & プレミア5シングルス決勝進出「30回」         | 単独記録               |
| 1999–2015  | ティア I /プレミア・マンダトリー & プレミア5ハードコートシングルス優勝「16回」 | 単独記録               |
| 2002–2015  | マイアミ・マスターズ シングルス優勝「8回」                                     | 単独記録               |
| 2000–2012  | オリンピック金メダル「4回」                                                    | ビーナス・ウィリアムズ |
| 2000–2012  | オリンピックダブルス金メダル「3回」                                            | 単独記録               |
| 2000–2012  | オリンピックダブルス勝率「100%」（15–0）                                       | 単独記録               |
| 2001, 2012 | 1セットも落とさずに年間最終戦優勝「2回」                                       | マルチナ・ナブラチロワ |
| 2001–2013  | 年間最終戦最高勝率「83.3%」                                                    | 単独記録               |
| 1995–2017  | 生涯賞金額「$84,463,131」                                                      | 単独記録               |

## 4大大会優勝

### セリーナの女子シングルス
- 全豪オープン：7勝（2003年・2005年・2007年・2009年・2010年・2015年・2017年）
- 全仏オープン：3勝（2002年・2013年・2015年）
- ウィンブルドン：7勝（2002年・2003年・2009年・2010年・2012年・2015年・2016年）
- 全米オープン：6勝（1999年・2002年・2008年・2012年・2013年・2014年）

| 年     | 大会           | 対戦相手                     | 試合結果      |
| ------ | -------------- | ---------------------------- | ------------- |
| 1999年 | 全米オープン   | マルチナ・ヒンギス           | 6-3, 7-6      |
| 2002年 | 全仏オープン   | ビーナス・ウィリアムズ       | 7-5, 6-3      |
| 2002年 | ウィンブルドン | ビーナス・ウィリアムズ       | 7-6, 6-3      |
| 2002年 | 全米オープン   | ビーナス・ウィリアムズ       | 6-4, 6-3      |
| 2003年 | 全豪オープン   | ビーナス・ウィリアムズ       | 7-6, 3-6, 6-4 |
| 2003年 | ウィンブルドン | ビーナス・ウィリアムズ       | 4-6, 6-4, 6-2 |
| 2005年 | 全豪オープン   | リンゼイ・ダベンポート       | 2-6, 6-3, 6-0 |
| 2007年 | 全豪オープン   | マリア・シャラポワ           | 6-1, 6-2      |
| 2008年 | 全米オープン   | エレナ・ヤンコビッチ         | 6-4, 7-5      |
| 2009年 | 全豪オープン   | ディナラ・サフィナ           | 6-0, 6-3      |
| 2009年 | ウィンブルドン | ビーナス・ウィリアムズ       | 7-6, 6-2      |
| 2010年 | 全豪オープン   | ジュスティーヌ・エナン       | 6-4, 3-6, 6-2 |
| 2010年 | ウィンブルドン | ベラ・ズボナレワ             | 6-3, 6-2      |
| 2012年 | ウィンブルドン | アグニエシュカ・ラドワンスカ | 6-1, 5-7, 6-2 |
| 2012年 | 全米オープン   | ビクトリア・アザレンカ       | 6-2, 2-6, 7-5 |
| 2013年 | 全仏オープン   | マリア・シャラポワ           | 6-4, 6-4      |
| 2013年 | 全米オープン   | ビクトリア・アザレンカ       | 7-5, 6-7, 6-1 |
| 2014年 | 全米オープン   | キャロライン・ウォズニアッキ | 6-3, 6-3      |
| 2015年 | 全豪オープン   | マリア・シャラポワ           | 6-3, 7-6      |
| 2015年 | 全仏オープン   | ルーシー・サファロバ         | 6-3, 6-7, 6-2 |
| 2015年 | ウィンブルドン | ガルビネ・ムグルサ           | 6-4, 6-4      |
| 2016年 | ウィンブルドン | アンゲリク・ケルバー         | 7-5, 6-3      |
| 2017年 | 全豪オープン   | ビーナス・ウィリアムズ       | 6-4, 6-4      |

### 姉妹の女子ダブルス
- 全豪オープン：4勝（2001年・2003年・2009年・2010年）
- 全仏オープン：2勝（1999年・2010年）
- ウィンブルドン：6勝（2000年・2002年・2008年・2009年・2012年・2016年）
- 全米オープン：2勝（1999年・2009年）

### 混合ダブルス
- ウィンブルドン：1勝（1998年）
- 全米オープン：1勝（1998年）

## 成績

### 4大大会シングルス
略語の説明
| W | F | SF | QF | #R | RR | Q# | LQ | A | Z# | PO | G | S | B | NMS | P | NH |

W=優勝, F=準優勝, SF=ベスト4, QF=ベスト8, #R=#回戦敗退, RR=ラウンドロビン敗退, Q#=予選#回戦敗退, LQ=予選敗退, A=大会不参加, Z#=デビスカップ/BJKカップ地域ゾーン, PO=デビスカップ/BJKカッププレーオフ, G=オリンピック金メダル, S=オリンピック銀メダル, B=オリンピック銅メダル, NMS=マスターズシリーズから降格, P=開催延期, NH=開催なし.
| 大会           | 1998 | 1999 | 2000 | 2001 | 2002 | 2003 | 2004 | 2005 | 2006 | 2007 | 2008 | 2009 | 2010 | 2011 | 2012 | 2013 | 2014 | 2015 | 2016 | 2017 | 2018 | 2019 | 2020 | 2021 | 2022 | 通算成績 |
| -------------- | ---- | ---- | ---- | ---- | ---- | ---- | ---- | ---- | ---- | ---- | ---- | ---- | ---- | ---- | ---- | ---- | ---- | ---- | ---- | ---- | ---- | ---- | ---- | ---- | ---- | -------- |
| 全豪オープン   | 2R   | 3R   | 4R   | QF   | A    | W    | A    | W    | 3R   | W    | QF   | W    | W    | A    | 4R   | QF   | 4R   | W    | F    | W    | A    | QF   | 3R   | SF   | A    | 92–13    |
| 全仏オープン   | 4R   | 3R   | A    | QF   | W    | SF   | QF   | A    | A    | QF   | 3R   | QF   | QF   | A    | 1R   | W    | 2R   | W    | F    | A    | 4R   | 3R   | 2R   | 4R   | A    | 69–14    |
| ウィンブルドン | 3R   | A    | SF   | QF   | W    | W    | F    | 3R   | A    | QF   | F    | W    | W    | 4R   | W    | 4R   | 3R   | W    | W    | A    | F    | F    | NH   | 1R   | 1R   | 98–14    |
| 全米オープン   | 3R   | W    | QF   | F    | W    | A    | QF   | 4R   | 4R   | QF   | W    | SF   | A    | F    | W    | W    | W    | SF   | SF   | A    | F    | F    | SF   | A    | 3R   | 108–15   |